# Boulevard Louis-Frangin
Le boulevard Louis-Frangin est une voie marseillaise située dans les 4e et 5e arrondissements de Marseille.

## Situation et accès
Cette artère démarre au sud de la place de la Gare-de-la-Blancarde où se croisent le boulevard Chave, l’avenue du Maréchal-Foch et la rue Yves-Chapuis. Elle passe au-dessus de la tranchée Fraissinet où passe la ligne de tramway   (autrefois  ) et entame une longue descente tout en longeant les voies de la ligne de Marseille-Blancarde à Marseille-Prado. Elle se termine chemin de Saint-Jean-du-Désert dans le quartier de Saint-Pierre.

## Origine du nom
Le boulevard doit son nom à Georges Louis Frangin (1925-1944), résistant marseillais ayant pris part à la bataille de Marseille et tué le 21 août 1944 devant la Préfecture.

## Historique
La rue est classée dans la voirie de Marseille le 17 mai 1884.
Ce boulevard s’appelait auparavant « boulevard de la Gare-de-la-Blancarde » puis « boulevard des Chauffeurs » en hommage aux chauffeurs de locomotives du dépôt de la gare de Marseille-Blancarde.

## Bâtiments remarquables et lieux de mémoire
- Au numéro 20 se trouve l’école élémentaire Saint-Pierre.